# Anomis microphrica
Anomis microphrica là một loài bướm đêm trong họ Erebidae.